# Monrovia Black Star FC
El Monrovia Black Star Football Club es un equipo de fútbol de Liberia que compite en la Primera División de Liberia, la segunda liga de fútbol más importante del país.

## Historia
Fue fundado en el año 1980 en la capital Monrovia, donde 13 años después llegaron a la Premier League de Liberia desde la cuarta división, en la cual lleva jugando constantemente desde la temporada 2005-06.
Solamente ha salido campeón en 1 ocasión, la temporada 2007-08, donde también ganó la copa local y clasificó a su única temporada en torneos continentales.

## Palmarés
- Premier League de Liberia: 1

2008
- Copa de Liberia: 1

2008
- Supercopa de Liberia: 1

2009

## Participación en competiciones de la CAF
| Temporada | Torneo                      | Ronda      | Club         | Casa | Visita | Global |
| --------- | --------------------------- | ---------- | ------------ | ---- | ------ | ------ |
| 2009      | Liga de Campeones de la CAF | Preliminar | Heartland FC | 1-6  | 0-4    | 1-10   |

## Expresidentes
- Harris Myers
- Joseph Morris
- Henry Blackie
- Henry Brown
- Pennue Bestman

## Ex Entrenadores
- Jarwee Quaih
- George Attiah
- Philip Togba
- Musa Sillah

## Jugadores destacados
- Alex Brown
- Peter Doe
- Leo Gibson
- Alvin Kieh
- Thomas Kojo
- Oliver Makor
- Josephus Quiah
- Mama Saah
- Dionysius Sebwe
- Kelvin Sebwe
- Musa Sillah
- Harry Toe